# ناردين صغير متقارب
ناردين صغير متقارب (الاسم العلمي: Valerianella affinis) هو نوع من النباتات يتبع جنس الناردين الصغير من فصيلة معزية الورق.